# ケマル・ゲキチ
ケマル・ゲキチ（Kemal Gekić, 1962年2月16日 ユーゴスラビアのスプリト - ）はクロアチアの古都スプリプト出身のピアニスト。

## 略歴
ショパンやリストの演奏と、トレードマークのポニーテールで名高い。1962年にクロアチアのダルマチア海岸沿いのスプリトに生まれる。子供時代はピアニストの伯母に師事した。1978年、ノヴィ・サド音楽院に入学し、J.ミハエルヴィチ教授に学び、1982年に優秀な成績で卒業するとともに、そのまま教員として1999年まで母校に残る。
イタリア・パルマの国際リストピアノコンクールとポルトガル・リスボンのダ・モッタ国際ピアノコンクールに入賞。1985年のショパン国際ピアノコンクールに出場し、自由奔放な演奏と個性的な解釈により聴衆を圧倒するも、最終選考に残ることはできなかった。この結果に聴衆が猛抗議したことがきっかけで、公式上ではなくプライベートでソナタ賞を授与された。しかし、その時に収録された音源をもとにドイツと日本でCDを発表して好調な売上げを伸ばすとともに、国際的な演奏活動に着手する。この間に修士号を取得。
1999年、渡米中にユーゴスラビア紛争が勃発したため帰国できなくなり、そのまま米国に活動の拠点を移す。現在はフロリダ州在住でフロリダ国際大学教授。武蔵野音楽大学音楽学部にも教員として名を連ねている。

## 音盤
- Chopin Recital, CD, 1996
- Franz Liszt: Rossini Transcriptions, CD, 1998
- Kemal Gekic performs Händel, Liszt & Scriabine, CD, 1999
- Kemal Gekic in Concert (Werke von Frédéric Chopin, Ferruccio Busoni und Franz Liszt), CD, 2000